# Pere Nicolau

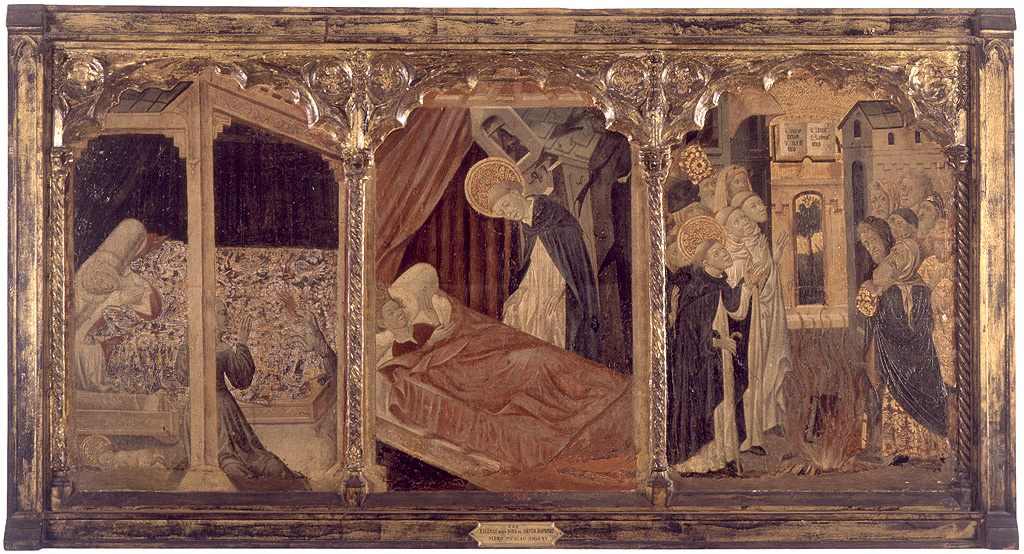
Pere Nicolau, Trois scènes de la vie de saint Dominique, Musée des beaux-arts de Valence.

Pere Nicolau (Valence, XIVe siècle - idem, 1408) est un peintre représentatif du style gothique international dont l’existence est documentée à partir de 1390.

## Biographie
Pere Nicolau a pu s'inspirer de Lorenzo Zaragoza. Nicolau et Marçal de Sax sont parmi les premiers représentants du gothique international à Valence. Leur style est influencé par le style flamand. Bien que de nombreuses œuvres conservées soient documentées comme étant de Pere Nicolau, il est très difficile de discerner les œuvres de sa main propre de celles de l’atelier qu’il dirigeait. Il a sans doute réalisé le retable de l'église de Sarrión, près de Teruel, aujourd'hui démantelé. Il a probablement eu pour élèves Gonçal Peris et Jaume Mateu.